# Nit nupcial
Nit nupcial (títol original en anglès The Wedding Night) és una pel·lícula de drama romàntic estatunidenca del 1935 dirigida per King Vidor i protagonitzada per Gary Cooper i Anna Sten. Escrita per Edith Fitzgerald i basada en una història d'Edwin H. Knopf, la pel·lícula tracta sobre un novel·lista amb dificultats econòmiques que torna a la seva casa rural de Connecticut a la recerca d'inspiració per a la seva propera novel·la i s'involucra amb una bella jove polonesa i la seva família. La pel·lícula va ser produïda per Samuel Goldwyn i filmada als Samuel Goldwyn Studios des de principis de novembre fins a principis de desembre de 1934. Es va estrenar als Estats Units el 8 de març de 1935. Ha estat doblada al català.
La pel·lícula va rebre crítiques generalment positives, The New York Times la va qualificar d'"impactant tant pictòricament com dramàticament". Malgrat les crítiques, la pel·lícula va tenir un mal rendiment a la taquilla, guanyant només 174.081 dòlars. King Vidor va guanyar la Copa Volpi al millor director a la 3a Mostra Internacional de Cinema de Venècia l'any 1935. Nit nuocial es va estrenar en format DVD per 20th Century Fox Home Entertainment el 22 de maig de 2007. Al febrer de 2020, la pel·lícula es va projectar al 70è Festival Internacional de Cinema de Berlín, com a part d'una retrospectiva dedicada a la carrera de King Vidor.

## Trama
El novel·lista de Nova York Tony Barrett (Gary Cooper) i la seva dona Dora (Helen Vinson) han acumulat seriosos deutes com a conseqüència del seu estil de vida ràpid i opulent a la gran ciutat. Quan Tony s'acosta al seu editor esperant un avenç en la seva novel·la més recent, li diuen que l'èxit se li ha pujat al cap i que la novel·la és impublicable. Amb poques opcions disponibles, Tony i Dora es traslladen a la granja de la seva família a Connecticut, on es troben amb els seus veïns: un granger polonès, Jan Novak (Sig Ruman), i la seva bella filla, Manya (Anna Sten). Buscant ampliar la seva propietat, el Sr. Novak ofereix a Tony 5.000 dòlars per un camp que voreja la granja de Novak, i l'autor accepta amb entusiasme. Amb les seves finances reposades, la Dora torna a Nova York, deixant en Tony a la granja, on té la intenció d'escriure una nova novel·la inspirada en els Novak i els seus amics.

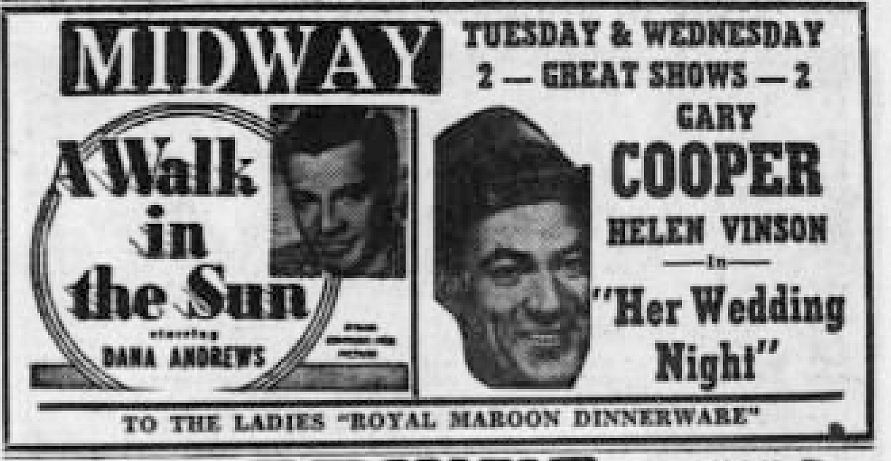
Anunci de la pel·Lícula al Midway Theater, 1947

Algun temps després, Tony i Manya són a casa seva discutint el seu compromís amb Fredrik (Ralph Bellamy), el jove escollit pel seu pare per ser el seu marit. Un Tony borratxo li diu a Manya que no està enamorada del jove, i fa comentaris suggestius que l'enfaden. L'endemà, Tony demana disculpes a Manya i els dos inicien una estreta amistat. Després que el criat d'en Tony se'n va per tornar a Nova York, Manya comença a passar més temps a la granja d'en Tony i els dos s'enamoren, igual que els personatges de la seva nova novel·la, Stephen i Sonya. Fredrik aviat s'assabenta que Manya ha estat veient en Tony a la seva granja, i ell i el seu pare li prohibeixen tornar a veure en Tony. Ignorant les seves ordres, Manya continua passant temps amb el novel·lista a casa seva. Un vespre, una tempesta de neu impedeix que la Manya torni a casa. L'endemà al matí, el Sr. Novak s'enfronta enfadat a Tony a la seva granja. Més tard, exigeix que Manya es casi amb Fredrik el dilluns següent. Quan Manya li diu que no passarà la vida fent de criada no pagada com la seva mare, Novak la bufeteja.
Més tard aquell dia, la Dora torna a la granja i li diu al seu marit que el trobava molt a faltar durant la seva separació. La Dora escolta històries sobre la nit anterior i espera que no signifiquin res. Quan llegeix el seu nou manuscrit, però, sospita que la història d'amor entre els personatges d'Stephen i Sonya reflecteix els sentiments del seu marit per Manya. La nit abans del seu casament, Manya va a veure en Tony, però troba la Dora. Ambdues parlen de la nova novel·la de Tony i de com acabarà, ambdues s'adonen que realment estan parlant de les seves pròpies vides. La Dora li diu a la Manya que està segura que la dona d'Stephen no renunciarà al seu marit, però que li faria pena per la Sonya. La Manya li parla del proper casament i després marxa.
Quan Tony torna a casa, li demana el divorci a la Dora, però ella es nega, dient-li que la seva novel·la hauria d'acabar amb la Sonya casant-se amb el seu promès polonès. L'endemà, després d'assabentar-se que en Manya i en Fredrik es casaran, en Tony va a la festa del casament i balla amb la Manya. Més tard, un Fredrik borratxo, enfadat per la falta de passió i interès de la seva promesa la nit de noces, surt de la seva habitació i se'n va a casa d'en Tony per enfrontar-se a l'home que sospita que és el culpable. La Manya el segueix fins a la casa d'en Tony, on intenta evitar que en Fredrik lluiti amb Tony a les escales. Durant la lluita, la Manya cau per les escales i queda greument ferida. Tony la porta al saló, on li diu que l'estima, just abans de morir. Més tard, la Dora li diu a Tony que ara pot veure la Manya en privat. Mirant per la finestra, Tony li explica com estava plena de vida la Manya i s'imagina que li està fent un gest amb la mà.

## Repartiment
- Gary Cooper com a Tony Barrett
- Anna Sten com a Manya Novak
- Ralph Bellamy com a Fredrik Sobieski
- Helen Vinson com a Dora Barrett
- Sig Ruman com el Sr. Jan Novak
- Esther Dale com a Sra. Kaise Novak
- Leonid Snegoff com Sobieski
- Eleanor Wesselhoeft com a Sra. Sobieski
- Milla Davenport com a àvia
- Agnes Anderson com a Helena
- Hilda Vaughn com a Hezzie Jones
- Walter Brennan com a Bill Jenkins[3][3][4][4][5][5]

## Producció
Anna Sten va cridar l'atenció del magnat del cinema estatunidenc Samuel Goldwyn a principis de 1932 mentre l'actriu encara feia pel·lícules a Alemanya. Nascuda a Kíiv a 1908, Anjuschka Stenski va començar la seva carrera fent pel·lícules per a l'estudi de cinema Mejrabpom-Russ, convertint-se en la protegida del director Fíodor Ozep, que es va convertir en el seu marit. Es van traslladar a Berlín i van començar a fer-hi pel·lícules. Goldwyn havia estat buscant una actriu nascuda a l'estranger que pogués crear com a rival de Greta Garbo, i possible successora de Vilma Bánky, amb qui Goldwyn va tenir un gran èxit a l'era muda. La va portar a Amèrica i va signar un contracte de quatre anys, tenint la seva nova estrella tutoritzada en anglès i ensenyant-li els mètodes d'actuació a la pantalla de Hollywood. Va dedicar molt de temps i diners a la seva primera pel·lícula americana, Nana (1934), una versió una mica mica homogènia de l'escandalosa novel·la del segle xix d'Émile Zola. Tanmateix, la pel·lícula no va tenir èxit a taquilla, ni la que va ser la seva pel·lícula de Goldwyn posterior, We Live Again (1934). Goldwyn va decidir emparellar-la amb Gary Cooper per la seva tercera pel·lícula americana.
Nit nupcial es va rodar als Samuel Goldwyn Studios de West Hollywood, Califòrnia des de principis de novembre fins a principis de desembre de 1934. La pel·lícula es va titular originalment Broken Soil. Quan el director King Vidor va començar a filmar escenes amb Cooper, inicialment es va sentir decebut i l'estil aparent de "murmullar i ensopegar" de l'actor. Quan va veure les imatges d'aquell primer dia, però, el director es va sorprendre de veure "una actuació que desbordava d'encant i personalitat... una personalitat interior molt complexa i fascinant es va revelar a la pantalla de la sala de projecció".
Aquesta va ser la segona de les vuit pel·lícules en què van aparèixer tant Cooper com Brennan.

## Resposta crítica
A la seva ressenya a The New York Times, Andre Fennwald va elogiar la pel·lícula pel seu "estil inusualment adult", titllant-la d' "impactant tant pictòricament com dramàticament". Fennwald també va assenyalar. les actuacions "uniformement expertes" de Cooper que "continua revelant un refrescant sentit de l'humor a la seva obra", les "molt talentoeses" Sten i Vinson que tenen "excel·lentment la raó com a dona, interpretant el paper amb tanta intel·ligència i simpatia que ella contribueix definitivament al poder del clímax". Fennwald conclou:
| « | Nit nupcial mostra un respecte inusual per la veritat i és prou valenta per permetre que una aventura que òbviament està condemnada a acabar lògicament en tragèdia. Tot i que els seus materials són massa convencionals per donar lloc a un gran drama de pantalla, la pel·lícula és molt atractiva i representa un compromís satisfactori entre Mr. Vidor, el realista, i el Sr. Goldwyn, el romàntic. | » |

Nit nupcial ha rebut crítiques generalment favorables dels crítics de cinema recents. En la seva ressenya per al lloc web Immortal Ephemera, Cliff Aliperti va donar a la pel·lícula vuit estrelles de deu, qualificant-la de "romanç franc" amb "actuacions destacades" de Gary Cooper, Anna Sten i Helen Vinson. Aliperti elogia la "intensitat tranquil·la de Cooper, la seva adorable maldestra a prop i el seu fort sentit de la força de voluntat". que està "en el seu millor moment en els moments de silenci més universals, on realment pot emocionar". També va qualificar la interpretació de Dora per Vinson com "la millor actuació que he vist mai donar". Aliperti està igualment impressionada amb la direcció de Vidor, observant que "afegeix una porció impressionant d'Americana a una producció global que captura per sempre l'Amèrica del seu temps". Aliperti conclou: "Nit nupcial està ben interpretada, commovedora, impactant en alguns punts, i madur, amb imatges interessants proporcionades especialment per la cerimònia polonesa del títol. Una pel·lícula emocionant per veure per primera vegada."
TV Guide va donar a la pel·lícula tres estrelles de cinc, i va assenyalar: "Tot i que la pel·lícula té un gran mèrit artístic —la influència de Goldwyn, l'habilitat de director de Vidor i la fotografia nítida de Toland— va ser víctima de la indiferència per part dels espectadors de cinema... [i] no va causar gaire impressió al públic de l'època de la depressió." Jeremy Heilman al lloc web de MovieMartyr va anomenar la pel·lícula "un melodrama satisfactori, encara que no excepcional, impulsat per les seves actuacions".

## Taquilla
La pel·lícula va guanyar una taquilla bruta de només 174.081 dòlars. La pel·lícula es va fer coneguda a Hollywood com "Goldwyn's Last Sten". Després que el públic no va abraçar a la seva actriu ucraïnesa, Goldwyn va informar a Sten que suspenia el seu contracte.
The film became known around Hollywood as "Goldwyn's Last Sten". After the public failed to embrace his Ukrainian actress, Goldwyn informed Sten that he was suspending her contract.

## Premis
- Guanyadora del Premi de la Mostra de Cinema de Venècia de 1935 al millor director (King Vidor)[4]

## Mitjans domèstics
The Wedding Night va ser llançada en format DVD per 20th Century Fox Home Entertainment el 22 de maig de 2007.